# Ferdinand Hauser

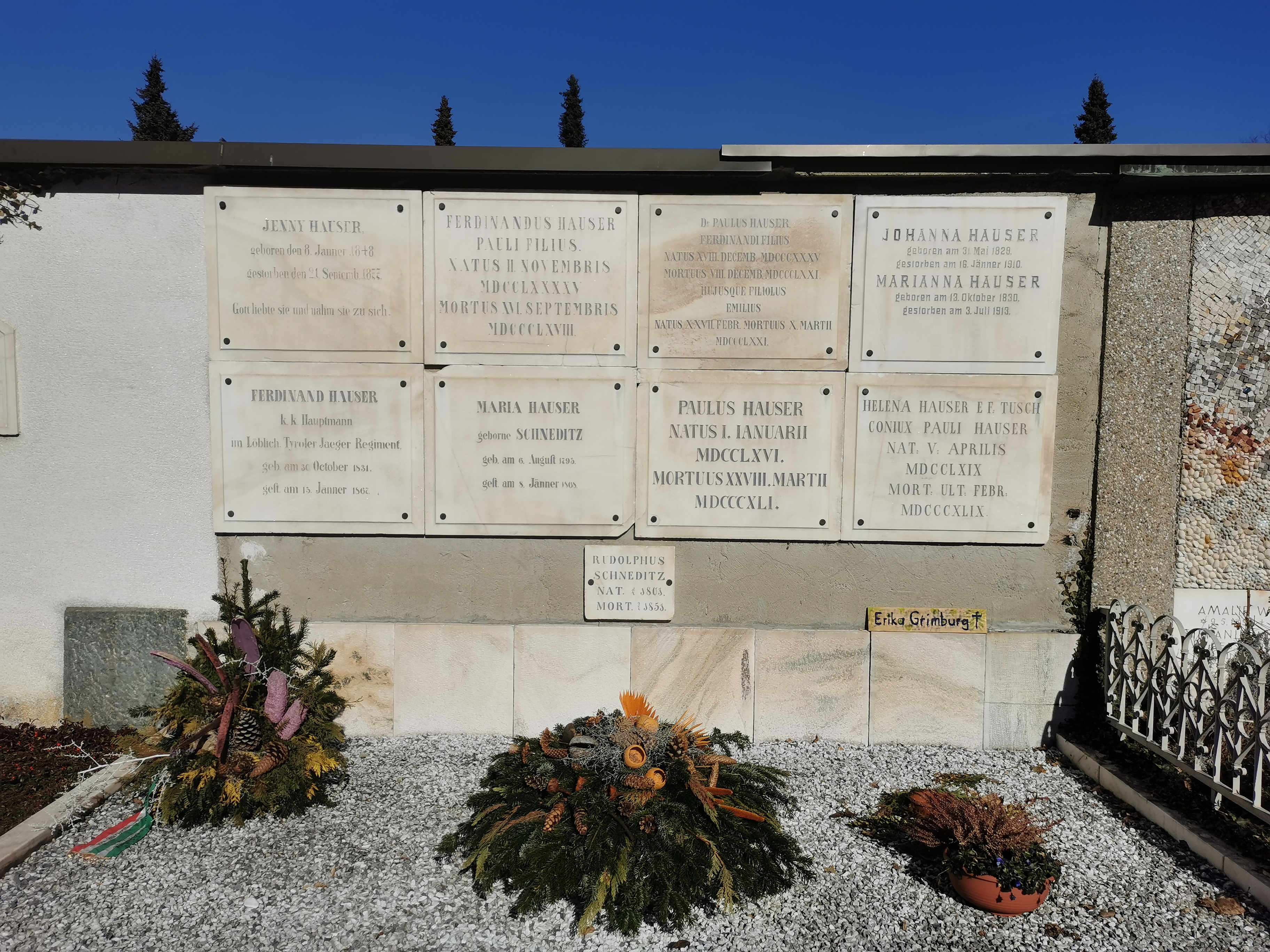
Grabstätte der Familie Hauser am Friedhof St. Ruprecht in Klagenfurt (2021)

Mag. Ferdinand Hauser (* 2. November 1795 in Bad Eisenkappel; † 16. September 1868 in Klagenfurt) war ein österreichischer Apotheker und Bürgermeister der Landeshauptstadt Klagenfurt.

## Leben
Ferdinand Hauser wurde in Hagenegg bei Eisenkappel geboren. 1827 wurde er Apotheker in Villach, 1838 verkaufte er seine Apotheke seinem Bruder Paul Hauser, dem späteren Bürgermeister von Villach, und erwarb in Klagenfurt am Neuen Platz die Adler-Apotheke. Er war in zahlreichen Ehrenämtern tätig, so zum Beispiel langjähriger unbesoldeter Kassier des Armenvereins, Direktor der Kärntner Sparkasse und ab 1859 Kaiserlicher Rat.
Ferdinand Hauser war mit Maria von Schneditz verheiratet und starb 1868; er wurde in einem Mauergrab auf dem Friedhof St. Ruprecht beerdigt. Seine Tochter Hella war mit seinem Amtsnachfolger Gabriel von Jessernig verheiratet.

## Politik
1852 trat Bürgermeister Andreas Koller überraschend zurück. Nachdem sowohl der bisherige Vizebürgermeister Josef Anton Gugitz als auch der spätere Landeshauptmann Johann Stieger ihre Wahl abgelehnt hatten, wurde Hauser im dritten Wahlgang zum Bürgermeister von Klagenfurt gewählt. Er gründete die Oberrealschule und die Kaufmännische Sonntagsschule, aus der sich später die Handelsschule und -akademie entwickelte, errichtete die Berghauptmannschaft und eröffnete die Wörthersee-Schifffahrt. In seiner Amtszeit wurde mit der Entsumpfung des Moores von Waidmannsdorf begonnen, wurden alle öffentlichen Pferdeschwemmen entfernt, der Schlachthofzwang eingeführt und man begann mit Kanalisations- und Bürgersteigbauten. 
Das wichtigste Ereignis war jedoch der Spatenstich zur Bahnlinie Klagenfurt-Marburg, wodurch Klagenfurt Anschluss an das europäische Streckennetz erhielt.
Eine Wiederwahl lehnte Hauser zugunsten seine Schwiegersohnes Gabriel von Jessernig ab.

## Belege
- Eduard Skudnigg: Die freigewählten Bürgermeister von Klagenfurt. In: Gotbert Moro (Hrsg.): Die Landeshauptstadt Klagenfurt. Aus ihrer Vergangenheit und Gegenwart. Band 2. Klagenfurt 1970, S. 307.
- Bürgermeister seit 1850 auf der Website der Stadt Klagenfurt

| Vorgänger      | Amt                                    | Nachfolger            |
| -------------- | -------------------------------------- | --------------------- |
| Andreas Koller | Bürgermeister von Klagenfurt 1852–1861 | Gabriel von Jessernig |

| Personendaten    | Personendaten              |
| ---------------- | -------------------------- |
| NAME             | Hauser, Ferdinand          |
| KURZBESCHREIBUNG | österreichischer Politiker |
| GEBURTSDATUM     | 2. November 1795           |
| GEBURTSORT       | Hagenegg                   |
| STERBEDATUM      | 16. September 1868         |
| STERBEORT        | Klagenfurt am Wörthersee   |